# 丼池繊維会館
丼池繊維会館（どぶいけせんいかいかん）は、大阪府大阪市中央区久太郎町に所在する歴史的建築物、テナントビル。国の登録有形文化財となっている。

## 概要
1922年 （大正11年） に建築され、当初は愛国貯金銀行店舗として用いられた。その後町衆が買い取り、地域サロンや福利厚生施設として利用され、公的年金だけをあてにしない大阪市民の自立の象徴だった。1997年（平成9年）、鋼製のサイディング改修により特徴的な外観が覆われていたが、2016年に大規模な改修を行い、現存するオリジナル部分をできるだけ活用するとともに、現代的なデザインを付加した。

## 建築
1922年建築、2016年改修。設計は高岡伸一建築設計事務所、施工は株式会社ミドリテック。。南船場丼池筋の交差点に建つ鉄筋コンクリート造地上3階地下1階建のテナントビル。2、3階外壁はタイル張。内部は改変が大きいが階段廻り等に当初の意匠が残る。2021年 (令和3年) 10月14日、国の登録有形文化財に登録された。

## 現地情報

### 住所
- 大阪市中央区久太郎町3-1-16

### 交通アクセス
- Osaka Metro御堂筋線, 中央線 本町駅より徒歩3分